# شبالینو (جمهوری آلتای)

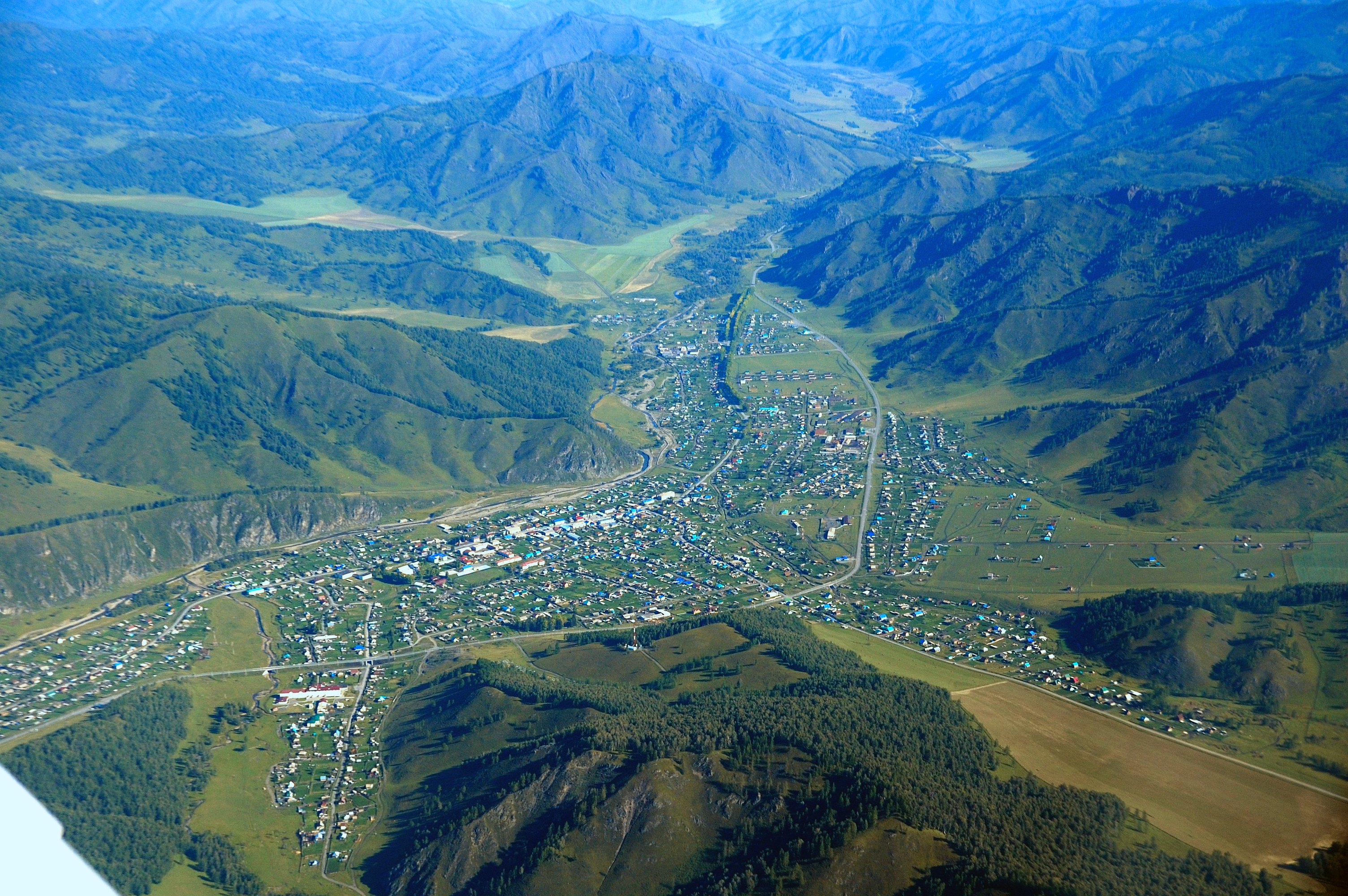
شبالینو(جمهوری آلتای)

شبالینو (به لاتین: Shebalino) یک منطقهٔ مسکونی در روسیه است که در جمهوری آلتای واقع شده‌است.